# Devon (geologi)
| Devon 419 miljoner – 359 miljoner år före nutid | Devon 419 miljoner – 359 miljoner år före nutid | Devon 419 miljoner – 359 miljoner år före nutid | Devon 419 miljoner – 359 miljoner år före nutid |
| Period (System)                                 | Epok (Serie)                                    | Ålder (Etage)                                   | Miljoner år sedan                               |
| ----------------------------------------------- | ----------------------------------------------- | ----------------------------------------------- | ----------------------------------------------- |
| Karbon                                          | Mississippi                                     | Tournai                                         | senare                                          |
| Devon                                           | Yngre devon                                     | Famenne                                         | 372–359                                         |
| Devon                                           | Yngre devon                                     | Frasne                                          | 383–372                                         |
| Devon                                           | Mellersta devon                                 | Givet                                           | 388–383                                         |
| Devon                                           | Mellersta devon                                 | Eifel                                           | 393–388                                         |
| Devon                                           | Äldre devon                                     | Ems                                             | 408–393                                         |
| Devon                                           | Äldre devon                                     | Prag                                            | 411–408                                         |
| Devon                                           | Äldre devon                                     | Lochkov                                         | 419–411                                         |
| Silur                                           | Pridoli                                         |                                                 | tidigare                                        |

Devon (uttalas [deˈvoːn]) är en geologisk period i mellersta paleozoikum som följer efter silur och före karbon. Perioden varade för cirka 419–359 miljoner år sedan.
| Fanerozoikum                 | Fanerozoikum       | Fanerozoikum | Fanerozoikum      |
| Eon                          | Era                | Period       | Miljoner år sedan |
| ---------------------------- | ------------------ | ------------ | ----------------- |
| Fanero- zoikum               | Kenozoikum         | Kvartär      | 2,6–0,0           |
| Fanero- zoikum               | Kenozoikum         | Neogen       | 23–2,6            |
| Fanero- zoikum               | Kenozoikum         | Paleogen     | 66–23             |
| Fanero- zoikum               | Mesozoikum         | Krita        | 145–66            |
| Fanero- zoikum               | Mesozoikum         | Jura         | 201–145           |
| Fanero- zoikum               | Mesozoikum         | Trias        | 252–201           |
| Fanero- zoikum               | Paleozoikum        | Perm         | 299–252           |
| Fanero- zoikum               | Paleozoikum        | Karbon       | 359–299           |
| Fanero- zoikum               | Paleozoikum        | Devon        | 419–359           |
| Fanero- zoikum               | Paleozoikum        | Silur        | 444–419           |
| Fanero- zoikum               | Paleozoikum        | Ordovicium   | 485–444           |
| Fanero- zoikum               | Paleozoikum        | Kambrium     | 541–485           |
| Protero- zoikum              | Neoprotero- zoikum | Ediacara     | tidigare          |
| Se även Geologisk tidsskala. |                    |              |                   |

## Begreppets ursprung
Avlagringar från devon studerades först i Storbritannien, där Roderick Murchison och Adam Sedgwick på 1830-talet iakttog lagerserien Old Red Sandstone, i Wales, norra England och Skottland, och en avlagring av grå sandsten, kalksten och skiffer av marint ursprung, i Devonshire. Trots de olika bergarterna bedömdes avlagringarna som samtida och gav namnet Devon efter landskapet.
Marina bildningar från devon påträffades därefter i nordvästra Tyskland, Harz, Rhenbergen, Ural och östra Nordamerika.

## Devon i Norden
I Sverige finns det inga bergarter från devon, förutom vissa lager på havsbotten söder om Gotland. Det är osäkert om det beror på att betingelserna inte har varit rätt för några fossila lager att bildas eller om de senare har försvunnit genom vittring. Den meteorit som slog ned i Dalarna och bildade Siljansringen har daterats till devon. Markytan då meteoriten träffade jorden verkar dock ha utgjorts av avlagringar från silur.
Det finns avlagringar från devon på Spetsbergen, öarna utanför Sognefjorden och Nordfjord samt vid Røros.

## Livet under devon
Mängden fiskarter ökade, särskilt arter av pansarhajar. Trilobiterna minskade något i antal, medan havsskorpionerna nådde sin största utbredning. Av bläckfiskarterna minskade ordningen Nautilida med ortoceratiter, medan de första arterna av ammoniter uppträdde. Armfotingar nådde sin största utbredning, medan musslor och snäckor endast var svagt representerade. En mängd koraller förekom, av vilka en del arter ännu finns kvar medan Graptoliter och Cystidéerna har dött ut. 
Av landväxterna märks Rhynia, Horneophyton och Psilophyton. Under devon utvecklades de första landlevande ryggradsdjuren så som Ichthyostega, men det fanns även ett flertal arter av insekter och tusenfotingar. 
Från denna tidsperiod finns lämningar från de första svamparna. 